# Фонтина
Фонтина (итал. Fontina) или Фонти́н (фр. Fontine) — итальянский полутвёрдый сыр, для производства которого необходимо непастеризованное молоко аостских коров, выпас которых происходит на лугах региона Валле-д’Аоста.

## История
Некоторые источники содержат информацию о сыре «Фонтина» и датируются Средними веками, как, например, древние фрески в Иссоньском замке (итал. Castello di Issogne, фр. Château d'Issogne). Врач Панталеоне да Конфьенца (итал. Pantaleone da Confienza) упоминал сыр «Фонтина» в 1477 году в своём трактате Summa Lacticinorum.
В 1957 году состоялось открытие кооператива, в состав которого вошло 400 производителей, в год выпускающих 400 000 головок сыра.
Сыр Фонтина — постоянный ингредиент в рецептах альпийской кухни, а в частности фондю (итал. Fonduta alla valdostana или фр. Fondue à la valdôtaine).
Сыр обладает статусом DOP — защитой происхождения.

## Изготовление
Молоко, используемое для производства сыра, доставляют на ферму не более, чем через 2 часа после дойки. В процессе приготовления молоко нужно нагреть до 36 градусов по Цельсию и добавить сычужную закваску. Затем происходит сцеживание сырной массы, её помещают в специальные формы. Хранят сыр в прохладных и сырых местах от 3 до 6 месяцев. Головки сыра ежедневно переворачивают и протирают щётками, а также солят для получения необходимых вкусовых качеств. Готовый сыр маркируют при помощи круглой печати с изображением горы Маттерхорн. Это индикатор подлинности сыра.

## Описание
Жирность сыра составляет 45 %. Вкус у сыра острый, аромат — насыщенный. Молодой сыр отличается мягкой текстурой, зрелый — более твёрдый. Цвет продукта варьируется от слоновой кости до соломенных оттенков.